# BNPパリバ・オープン

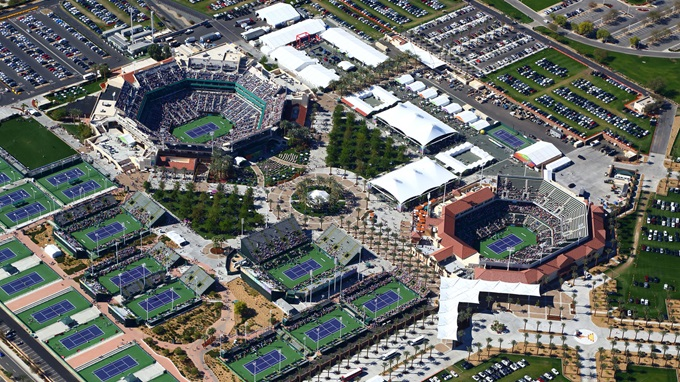
会場のインディアンウェルズ・テニスガーデン

BNPパリバ・オープン（英語: BNP Paribas Open）は、毎年3月前半にアメリカ合衆国・カリフォルニア州インディアンウェルズで開催される男女共催の国際テニス競技大会。インディアンウェルズ・マスターズ（英: Indian Wells Masters）とも呼ばれる。

## 概要
男子はATPマスターズ1000、女子はWTA 1000のカテゴリに属している。2009年よりフランスの証券会社BNPパリバが冠スポンサーを務めている。BNPパリバ・オープンとマイアミ・オープンを連続で優勝することは「サンシャイン・ダブル」と呼ばれる。
2020年は新型コロナウイルスの世界的な流行を懸念し中止された。

## 大会名の変遷

### 男子
- アメリカン・エアライン テニスゲームズ（American Airlines Tennis Games）: 1974年–1978年
- コンゴレウム・クラシック（Congoleum Classic）: 1979年–1980年、1982–1984年
- グランド・マルニエ・テニス・ゲームズ（Grand Marnier Tennis Games）: 1981年
- パイロット・ペン・クラシック（Pilot Pen Classic）: 1985年–1987年
- ニューズウィーク・チャンピオンズ・カップ（Newsweek Champions Cup）: 1988年–1999年
- TMSインディアンウェルズ（TMS Indian Wells）: 2000年–2001年
- パシフィック・ライフ・オープン（Pacific Life Open）: 2002年–2008年
- BNPパリバ・オープン（BNP Paribas Open）: 2009年–

### 女子
- バージニア・スリム・オブ・インディアンウェルズ（Virginia Slims of Indian Wells）: 1989年–1990年
- バージニア・スリム オブ・パームスプリングス（Virginia Slims of Palm Springs）: 1991年
- マトリックス・エッセンシャル・エバート・カップ（Matrix Essentials Evert Cup）: 1992年–1993年
- エバート・カップ（Evert Cup）: 1994年、1999年
- ステートファーム・エバート・カップ（State Farm Evert Cup）: 1995年–1998年
- TMSインディアンウェルズ（TMS Indian Wells）: 2000年–2001年
- パシフィック・ライフ・オープン（Pacific Life Open）: 2002年–2008年
- BNPパリバ・オープン（BNP Paribas Open）: 2009年–

## 大会歴代優勝者

### 男子シングルス
| 年   | 優勝者                           | 準優勝者                         | 試合結果                 |
| ---- | -------------------------------- | -------------------------------- | ------------------------ |
| 1987 | ボリス・ベッカー                 | ステファン・エドベリ             | 6-4, 6-4, 7-5            |
| 1988 | ボリス・ベッカー                 | エミリオ・サンチェス             | 7-5, 6-4, 2-6, 6-4       |
| 1989 | ミロスラフ・メチージュ           | ヤニック・ノア                   | 3-6, 2-6, 6-1, 6-2, 6-3  |
| 1990 | ステファン・エドベリ             | アンドレ・アガシ                 | 6-4, 5-7, 7-6, 7-6       |
| 1991 | ジム・クーリエ                   | ギー・フォルジェ                 | 4-6, 6-3, 4-6, 6-3, 7-6  |
| 1992 | マイケル・チャン                 | アンドレイ・チェスノコフ         | 6-3, 6-4, 7-5            |
| 1993 | ジム・クーリエ                   | ウェイン・フェレイラ             | 6-3, 6-3, 6-1            |
| 1994 | ピート・サンプラス               | ペトル・コルダ                   | 4-6, 6-3, 3-6, 6-3, 6-2  |
| 1995 | ピート・サンプラス               | アンドレ・アガシ                 | 7-5, 6-3, 7-5            |
| 1996 | マイケル・チャン                 | ポール・ハーフース               | 7-5, 6-1, 6-1            |
| 1997 | マイケル・チャン                 | ボーダン・ウリラッハ             | 4-6, 6-3, 6-4, 6-3       |
| 1998 | マルセロ・リオス                 | グレグ・ルーゼドスキー           | 6-3, 6-7, 7-6, 6-4       |
| 1999 | マーク・フィリプーシス           | カルロス・モヤ                   | 5-7, 6-4, 6-4, 4-6, 6-2  |
| 2000 | アレックス・コレチャ             | トーマス・エンクビスト           | 6-4, 6-4, 6-3            |
| 2001 | アンドレ・アガシ                 | ピート・サンプラス               | 7-6, 7-5, 6-1            |
| 2002 | レイトン・ヒューイット           | ティム・ヘンマン                 | 6-1, 6-2                 |
| 2003 | レイトン・ヒューイット           | グスタボ・クエルテン             | 6-1, 6-1                 |
| 2004 | ロジャー・フェデラー             | ティム・ヘンマン                 | 6-3, 6-3                 |
| 2005 | ロジャー・フェデラー             | レイトン・ヒューイット           | 6-2, 6-4, 6-4            |
| 2006 | ロジャー・フェデラー             | ジェームズ・ブレーク             | 7-5, 6-3, 6-0            |
| 2007 | ラファエル・ナダル               | ノバク・ジョコビッチ             | 6-2, 7-5                 |
| 2008 | ノバク・ジョコビッチ             | マーディ・フィッシュ             | 6-2, 5-7, 6-3            |
| 2009 | ラファエル・ナダル               | アンディ・マリー                 | 6-1, 6-2                 |
| 2010 | イワン・リュビチッチ             | アンディ・ロディック             | 7-6, 7-6                 |
| 2011 | ノバク・ジョコビッチ             | ラファエル・ナダル               | 4-6, 6-3, 6-2            |
| 2012 | ロジャー・フェデラー             | ジョン・イスナー                 | 7-6(9-7), 6-3            |
| 2013 | ラファエル・ナダル               | フアン・マルティン・デル・ポトロ | 4-6, 6-3, 6-4            |
| 2014 | ノバク・ジョコビッチ             | ロジャー・フェデラー             | 3-6, 6-3, 7-6(7-3)       |
| 2015 | ノバク・ジョコビッチ             | ロジャー・フェデラー             | 6-3, 6-7(5-7), 6-2       |
| 2016 | ノバク・ジョコビッチ             | ミロシュ・ラオニッチ             | 6-2, 6-0                 |
| 2017 | ロジャー・フェデラー             | スタン・ワウリンカ               | 6-4, 7-5                 |
| 2018 | フアン・マルティン・デル・ポトロ | ロジャー・フェデラー             | 6-4, 6-7(8-10), 7-6(7-2) |
| 2019 | ドミニク・ティーム               | ロジャー・フェデラー             | 3-6, 6-3, 7-5            |
| 2020 | 大会開催なし                     | 大会開催なし                     | 大会開催なし             |
| 2021 | キャメロン・ノリー               | ニコロズ・バシラシビリ           | 3-6, 6-4, 6-1            |
| 2022 | テイラー・フリッツ               | ラファエル・ナダル               | 6-3, 7-6,(7-5)           |
| 2023 | カルロス・アルカラス             | ダニール・メドベージェフ         | 6-3, 6-2                 |
| 2024 | カルロス・アルカラス             | ダニール・メドベージェフ         | 7-6(7-5), 6-1            |
| 2025 | ジャック・ドレイパー             | ホルガ・ルーネ                   | 6-2, 6-2                 |

#### 記録
- 最多優勝記録
  -  ロジャー・フェデラー (2004, 2005, 2006, 2012, 2017）
  -  ノバク・ジョコビッチ (2008, 2011, 2014, 2015, 2016)
- 連続優勝記録
  -  ロジャー・フェデラー (2004–2006)
  -  ノバク・ジョコビッチ (2014–2016)

### 男子ダブルス
| 年   | 優勝者                                          | 準優勝者                                    | 試合結果              |
| ---- | ----------------------------------------------- | ------------------------------------------- | --------------------- |
| 1987 | ヤニック・ノア ギー・フォルジェ                 | ボリス・ベッカー エリック・イエレン         | 5-7, 7-6, 7-5         |
| 1988 | ボリス・ベッカー ギー・フォルジェ               | ホルヘ・ロザノ トッド・ウィッツケン         | 6-3, 6-3              |
| 1989 | ボリス・ベッカー ヤコブ・ラセク                 | ケビン・カレン デビッド・ペイト             | 3-6, 6-3, 6-4         |
| 1990 | ボリス・ベッカー ギー・フォルジェ               | ジム・グラブ パトリック・マッケンロー       | 6-4, 6-3              |
| 1991 | ジム・クーリエ ハビエル・サンチェス             | アンリ・ルコント ギー・フォルジェ           | 7-6, 6-1              |
| 1992 | スティーブ・デブライズ デビッド・マクファーソン | ケント・キニア スベン・サルマー             | 6-3, 2-6, 6-4         |
| 1993 | アンリ・ルコント ギー・フォルジェ               | ルーク・ジェンセン スコット・メルビル       | 4-6, 6-2, 7-6         |
| 1994 | グラント・コネル パトリック・ガルブレイス       | バイロン・ブラック ジョナサン・スターク     | 3-6, 6-1, 7-6         |
| 1995 | トミー・ホー ブレット・スティーブン             | ゲーリー・ミュラー ピート・ノーバル         | 7-6, 6-7, 6-4         |
| 1996 | マーク・ウッドフォード トッド・ウッドブリッジ   | ブライアン・マクフィー マイケル・テビット   | 6-3, 6-4              |
| 1997 | ダニエル・ネスター マーク・ノールズ             | パトリック・ラフター マーク・フィリプーシス | 7-5, 6-4              |
| 1998 | パトリック・ラフター ヨナス・ビョルクマン       | トッド・マーティン リッチー・レネバーグ     | 6-0, 6-3              |
| 1999 | ウェイン・ブラック サンドン・ストール           | リック・リーチ エリス・フェレイラ           | 6-3, 6-4              |
| 2000 | アレックス・オブライエン ジャレッド・パーマー   | ポール・ハーフース サンドン・ストール       | 6-4, 7-6              |
| 2001 | ウェイン・フェレイラ エフゲニー・カフェルニコフ | ヨナス・ビョルクマン トッド・ウッドブリッジ | 6-2, 7-5              |
| 2002 | ダニエル・ネスター マーク・ノールズ             | ロジャー・フェデラー マックス・ミルヌイ     | 6-4, 6-4              |
| 2003 | ウェイン・フェレイラ エフゲニー・カフェルニコフ | ボブ・ブライアン マイク・ブライアン         | 6-1, 6-4              |
| 2004 | アルノー・クレマン セバスチャン・グロジャン     | ウェイン・ブラック ケビン・ウリエット       | 6-3, 4-6, 7-5         |
| 2005 | ダニエル・ネスター マーク・ノールズ             | ウェイン・アーサーズ ポール・ハンリー       | 7-6, 7-6              |
| 2006 | ダニエル・ネスター マーク・ノールズ             | ボブ・ブライアン マイク・ブライアン         | 6-4, 6-4              |
| 2007 | リーンダー・パエス マルティン・ダム             | ジョナサン・エルリック アンディ・ラム       | 6-4, 6-4              |
| 2008 | ジョナサン・エルリック アンディ・ラム           | ダニエル・ネスター ネナド・ジモニッチ       | 6-4, 6-4              |
| 2009 | アンディ・ロディック マーディ・フィッシュ       | マックス・ミルヌイ アンディ・ラム           | 3-6, 6-1, [14-12]     |
| 2010 | ラファエル・ナダル マルク・ロペス               | ダニエル・ネスター ネナド・ジモニッチ       | 7-6, 6-3              |
| 2011 | アレクサンドル・ドルゴポロフ グザビエ・マリス   | ロジャー・フェデラー スタン・ワウリンカ     | 6-4, 6-7(5-7), [10-7] |
| 2012 | ラファエル・ナダル マルク・ロペス               | ジョン・イスナー サム・クエリー             | 6-2, 7-6(7-3)         |
| 2013 | ボブ・ブライアン マイク・ブライアン             | トレト・ユーイ イェジ・ヤノヴィッツ         | 6-3, 3-6, [10-6]      |
| 2014 | ボブ・ブライアン マイク・ブライアン             | アレクサンダー・ペヤ ブルーノ・ソアレス     | 6-4, 6-3              |
| 2015 | バセク・ポシュピシル ジャック・ソック           | シモーネ・ボレリ ファビオ・フォニーニ       | 6-4, 6-7(3-7), [10-7] |
| 2016 | ピエール＝ユーグ・エルベール ニコラ・マユ       | バセク・ポシュピシル ジャック・ソック       | 6-3, 7-6(7-5)         |
| 2017 | レイベン・クラーセン ラジーブ・ラム             | ルカシュ・クボット マルセロ・メロ           | 6-7(7-9), 6-4, [10-8] |
| 2018 | ジョン・イスナー ジャック・ソック               | ボブ・ブライアン マイク・ブライアン         | 7-6(7-4), 7-6(7-2)    |
| 2019 | ニコラ・メクティッチ オラシオ・セバリョス       | ルカシュ・クボット マルセロ・メロ           | 4-6, 6-4, [10-3]      |
| 2020 | 大会開催なし                                    | 大会開催なし                                | 大会開催なし          |
| 2021 | John Peers Filip Polášek                        | Aslan Karatsev Andrey Rublev                | 6-3, 7-6(7-5)         |
| 2022 | John Isner (2) Jack Sock (3)                    | Santiago González Édouard Roger-Vasselin    | 7-6(7-4), 6-3         |
| 2023 | Rohan Bopanna Matthew Ebden                     | Wesley Koolhof Neal Skupski                 | 6-3, 2-6, [10-8]      |
| 2024 | Wesley Koolhof Nikola Mektić (2)                | Marcel Granollers Horacio Zeballos          | 7-6(7-2), 7-6(7-4)    |
| 2025 | Marcelo Arévalo Mate Pavić                      | Sebastian Korda Jordan Thompson             | 6–3, 6–4              |

### 女子シングルス
| 年   | 優勝者                             | 準優勝者                     | 試合結果                |
| ---- | ---------------------------------- | ---------------------------- | ----------------------- |
| 1989 | マニュエラ・マレーバ＝フラニエール | ジェニー・バーン             | 6-4, 6-1                |
| 1990 | マルチナ・ナブラチロワ             | ヘレナ・スコバ               | 6-2, 5-7, 6-1           |
| 1991 | マルチナ・ナブラチロワ             | モニカ・セレシュ             | 6-2, 7-6                |
| 1992 | モニカ・セレシュ                   | コンチタ・マルティネス       | 6-3, 6-1                |
| 1993 | メアリー・ジョー・フェルナンデス   | アマンダ・クッツァー         | 3-6, 6-1, 7-6           |
| 1994 | シュテフィ・グラフ                 | アマンダ・クッツァー         | 6-0, 6-4                |
| 1995 | メアリー・ジョー・フェルナンデス   | ナターシャ・ズベレワ         | 6-4, 6-3                |
| 1996 | シュテフィ・グラフ                 | コンチタ・マルティネス       | 7-6, 7-6                |
| 1997 | リンゼイ・ダベンポート             | イリナ・スピールリア         | 6-2, 6-1                |
| 1998 | マルチナ・ヒンギス                 | リンゼイ・ダベンポート       | 6-3, 6-4                |
| 1999 | セリーナ・ウィリアムズ             | シュテフィ・グラフ           | 6-3, 3-6, 7-5           |
| 2000 | リンゼイ・ダベンポート             | マルチナ・ヒンギス           | 4-6, 6-4, 6-0           |
| 2001 | セリーナ・ウィリアムズ             | キム・クライシュテルス       | 4-6, 6-4, 6-2           |
| 2002 | ダニエラ・ハンチュコバ             | マルチナ・ヒンギス           | 6-3, 6-4                |
| 2003 | キム・クライシュテルス             | リンゼイ・ダベンポート       | 6-4, 7-5                |
| 2004 | ジュスティーヌ・エナン＝アーデン   | リンゼイ・ダベンポート       | 6-1, 6-4                |
| 2005 | キム・クライシュテルス             | リンゼイ・ダベンポート       | 6-4, 4-6, 6-2           |
| 2006 | マリア・シャラポワ                 | エレーナ・デメンチェワ       | 6-1, 6-2                |
| 2007 | ダニエラ・ハンチュコバ             | スベトラーナ・クズネツォワ   | 6-3, 6-4                |
| 2008 | アナ・イバノビッチ                 | スベトラーナ・クズネツォワ   | 6-4, 6-3                |
| 2009 | ベラ・ズボナレワ                   | アナ・イバノビッチ           | 7-6, 6-2                |
| 2010 | エレナ・ヤンコビッチ               | キャロライン・ウォズニアッキ | 6-2, 6-4                |
| 2011 | キャロライン・ウォズニアッキ       | マリオン・バルトリ           | 6-1, 2-6, 6-3           |
| 2012 | ビクトリア・アザレンカ             | マリア・シャラポワ           | 6-2, 6-3                |
| 2013 | マリア・シャラポワ                 | キャロライン・ウォズニアッキ | 6-2, 6-2                |
| 2014 | フラビア・ペンネッタ               | アグニエシュカ・ラドワンスカ | 6-2, 6-1                |
| 2015 | シモナ・ハレプ                     | エレナ・ヤンコビッチ         | 2-6, 7-5, 6-4           |
| 2016 | ビクトリア・アザレンカ             | セリーナ・ウィリアムズ       | 4-6, 6-4, [10–6]        |
| 2017 | エレーナ・ベスニナ                 | スベトラーナ・クズネツォワ   | 6-7(6-8), 7-5, 6-4      |
| 2018 | 大坂なおみ                         | ダリア・カサトキナ           | 6-3, 6-2                |
| 2019 | ビアンカ・アンドレースク           | アンゲリク・ケルバー         | 6-4, 3-6, 6-4           |
| 2020 | 大会開催なし                       | 大会開催なし                 | 大会開催なし            |
| 2021 | パウラ・バドサ                     | ビクトリア・アザレンカ       | 7-6(7-5), 2-6, 7-6(7-2) |
| 2022 | イガ・シフィオンテク               | マリア・サッカリ             | 6-4, 6-1                |
| 2023 | エレーナ・リバキナ                 | アリーナ・サバレンカ         | 7-6(13-11), 6-4         |
| 2024 | イガ・シフィオンテク               | マリア・サッカリ             | 6-4, 6-0                |
| 2025 | ミラ・アンドレーワ                 | アリーナ・サバレンカ         | 2-6, 6-4, 6-3           |

### 女子ダブルス
| 年   | 優勝者                                              | 準優勝者                                            | 試合結果               |
| ---- | --------------------------------------------------- | --------------------------------------------------- | ---------------------- |
| 1989 | ハナ・マンドリコワ パム・シュライバー               | ロザリン・フェアバンク グレッチェン・メジャーズ     | 6-3, 6-7, 6-3          |
| 1990 | ヘレナ・スコバ ヤナ・ノボトナ                       | ジジ・フェルナンデス マルチナ・ナブラチロワ         | 6-2, 7-6               |
| 1991 | 開催中止（雨天のため）                              | 開催中止（雨天のため）                              | 開催中止（雨天のため） |
| 1992 | クラウディア・コーデ＝キルシュ ステファニー・レイヒ | キャシー・リナルディ ジル・ヘザリントン             | 6-3, 6-3               |
| 1993 | ヘレナ・スコバ レネ・スタブス                       | パトリシア・ヒー アン・ブンダーリヒ                 | 6-3, 6-4               |
| 1994 | リンゼイ・ダベンポート リサ・レイモンド             | ヘレナ・スコバ マノン・ボーラグラフ                 | 6-2, 6-4               |
| 1995 | リンゼイ・ダベンポート リサ・レイモンド             | アランチャ・サンチェス・ビカリオ ラリサ・ネーランド | 2-6, 6-4, 6-3          |
| 1996 | チャンダ・ルビン ブレンダ・シュルツ＝マッカーシー   | ジュリー・アラール＝デキュジス ナタリー・トージア   | 6-1, 6-4               |
| 1997 | リンゼイ・ダベンポート ナターシャ・ズベレワ         | リサ・レイモンド ナタリー・トージア                 | 6-3, 6-2               |
| 1998 | リンゼイ・ダベンポート ナターシャ・ズベレワ         | アレクサンドラ・フセ ナタリー・トージア             | 6-4, 2-6, 6-4          |
| 1999 | マルチナ・ヒンギス アンナ・クルニコワ               | メアリー・ジョー・フェルナンデス ヤナ・ノボトナ     | 6-2, 6-2               |
| 2000 | リンゼイ・ダベンポート コリーナ・モラリュー         | ナターシャ・ズベレワ アンナ・クルニコワ             | 6-2, 6-3               |
| 2001 | ニコル・アレント 杉山愛                             | ビルヒニア・ルアノ・パスクアル パオラ・スアレス     | 3-6, 7-5, 6-3          |
| 2002 | リサ・レイモンド レネ・スタブス                     | エレーナ・デメンチェワ ヤネッテ・フサロバ           | 7-5, 6-0               |
| 2003 | リサ・レイモンド リンゼイ・ダベンポート             | キム・クライシュテルス 杉山愛                       | 3-6, 6-4, 6-1          |
| 2004 | ビルヒニア・ルアノ・パスクアル パオラ・スアレス     | スベトラーナ・クズネツォワ エレーナ・リホフツェワ   | 6-1, 6-2               |
| 2005 | ビルヒニア・ルアノ・パスクアル パオラ・スアレス     | ナディア・ペトロワ メガン・ショーネシー             | 7-6, 6-1               |
| 2006 | リサ・レイモンド サマンサ・ストーサー               | ビルヒニア・ルアノ・パスクアル メガン・ショーネシー | 6-2, 7-5               |
| 2007 | リサ・レイモンド サマンサ・ストーサー               | 詹詠然 荘佳容                                       | 6-3, 7-5               |
| 2008 | ディナラ・サフィナ エレーナ・ベスニナ               | 鄭潔 晏紫                                           | 6-1, 1-6, 10-8         |
| 2009 | ベラ・ズボナレワ ビクトリア・アザレンカ             | ヒセラ・ドゥルコ シャハー・ピアー                   | 6-4, 3-6, [10-5]       |
| 2010 | クベタ・ペシュケ カタリナ・スレボトニク             | ナディア・ペトロワ サマンサ・ストーサー             | 6-4, 2-6, [10-5]       |
| 2011 | サニア・ミルザ エレーナ・ベスニナ                   | ベサニー・マテック＝サンズ メガン・ショーネシー     | 6-0, 7-5               |
| 2012 | リーゼル・フーバー リサ・レイモンド                 | サニア・ミルザ エレーナ・ベスニナ                   | 6-2, 6-3               |
| 2013 | エカテリーナ・マカロワ エレーナ・ベスニナ           | ナディア・ペトロワ カタリナ・スレボトニク           | 6-0, 5-7, [10–6]       |
| 2014 | 謝淑薇 彭帥                                         | カーラ・ブラック サニア・ミルザ                     | 7-6(7-5), 6-2          |
| 2015 | マルチナ・ヒンギス サニア・ミルザ                   | エカテリーナ・マカロワ エレーナ・ベスニナ           | 6-3, 6-4               |
| 2016 | ベサニー・マテック＝サンズ ココ・バンダウェイ       | ユリア・ゲルゲス カロリナ・プリスコバ               | 4-6, 6-4, [10-6]       |
| 2017 | 詹詠然 マルチナ・ヒンギス                           | ルーシー・ハラデツカ カテリナ・シニアコバ           | 7-6(7-4), 6-2          |
| 2018 | 謝淑薇 バルボラ・ストリコバ                         | エカテリーナ・マカロワ エレーナ・ベスニナ           | 6-4, 6-4               |
| 2019 | エリーズ・メルテンス アリナ・サバレンカ             | バルボラ・クレイチコバ カテリナ・シニアコバ         | 6-3, 6-2               |
| 2020 | 大会開催なし                                        | 大会開催なし                                        | 大会開催なし           |
| 2021 | Hsieh Su-wei (3) Elise Mertens (2)                  | Veronika Kudermetova Elena Rybakina                 | 7-6(7-1), 6-3          |
| 2022 | Xu Yifan Yang Zhaoxuan                              | Asia Muhammad Ena Shibahara                         | 7-5, 7-6(7-4)          |
| 2023 | Barbora Krejčíková Kateřina Siniaková               | Beatriz Haddad Maia Laura Siegemund                 | 6-1, 6-7(3-7), [10-7]  |
| 2024 | Hsieh Su-wei (4) Elise Mertens (3)                  | Storm Hunter Kateřina Siniaková                     | 6-3, 6-4               |
| 2025 | Asia Muhammad Demi Schuurs                          | Tereza Mihalíková Olivia Nicholls                   | 6–2, 7–6(7–4)          |